# Riverbank (Kalifornija)
Riverbank je grad u američkoj saveznoj državi Kalifornija. Prema popisu stanovništva iz 2010. u njemu je živjelo 22.678 stanovnika.